# Kusnezker Becken
Das Kusnezker Becken (russisch Кузнецкий бассейн/Kusnezki bassein; Kurzform Кузбасс, Kusbass; auch Kusnezkbecken) ist ein etwa 70.000 km² großes, in der sibirischen Oblast Kemerowo gelegenes Steinkohlerevier Russlands.
Die wichtigsten Städte sind Nowokusnezk (das ehemalige Stalinsk), Prokopjewsk, Leninsk-Kusnezki, Meschduretschensk, Kisseljowsk und Kemerowo, das administrative Zentrum des Gebietes.

## Geschichte
Die ersten Eisenverarbeitungsbetriebe entstanden 1697, und die ersten Kohlevorkommen wurden 1721 entdeckt. Gegen Ende des 19. Jahrhunderts begann sich die Industrie zu entwickeln, wobei die Schwerindustrie insbesondere seit Anfang der 1930er Jahre mit der Entstehung des Ural-Kusnezker Kombinates wuchs. Zu Beginn des Zweiten Weltkrieges wurden große Industriebetriebe aus dem Donezbecken (Donbass) in das Kusbass verlagert, um sie dem drohenden Zugriff durch die deutsche Wehrmacht zu entziehen.
In der Stadt Stalinsk, dem heutigen Nowokusnezk, bestand von Dezember 1946 bis September 1948 ein Gulag-Arbeitslager (Kusbass-ITL). Bis zu 10.200 Personen waren hier inhaftiert, die im Wohnungsbau sowie in der Holzgewinnung und -verarbeitung eingesetzt wurden.
Aufgrund der starken Industrialisierung und Urbanisierung des Kusbass ist das Überleben der schorischen Sprache bedroht. Die Schoren zählen zu den indigenen Völkern Sibiriens und siedeln in der Oblast Kemerowo sowie den autonomen Republiken Chakassien und in der Republik Altai.
Die Zeche „Uljanowskaja“ bei Nowokusnezk gilt als eine der modernsten in Russland. Sie wurde 2002 zum 50. Geburtstag des russischen Präsidenten Putin eingeweiht. In der Kohlengrube werden jährlich 3 Mio. Tonnen Kohle gefördert. Am 19. März 2007 ereignete in sich in dieser Zeche jedoch das schwerste Grubenunglück Russlands der letzten Jahre. 106 Menschen kamen beim Unglück ums Leben, nur 93 konnten lebend geborgen werden.
Am Morgen des 9. Mai 2010 kam es in der Kohlezeche Raspadskaja in Meschduretschensk zu zwei Methan-Explosionen, mehr als 60 Bergleute starben.
Der Asteroid (3049) Kuzbass wurde 1988 nach dem Kohlerevier benannt.

## Wirtschaft
Die Industrie des Kusnezker Becken entwickelte sich als Rüstungsschmiede für die sowjetische Armee zu Beginn des Zweiten Weltkrieges. Omsk, Nowosibirsk und viele andere Städte wurden zu wichtigen Industriezentren. Das Gebiet wurde 1957 durch eine Eisenbahn mit den Lagerstätten für Eisenerz bei Abasa in Chakassien verbunden. Im Kusbass befinden sich mehrere Tage- und Untertagebauanlagen zur Gewinnung von Steinkohle. Die meisten Flöze haben eine Mächtigkeit von 1,3 bis 3,5 m, einige von 9 bis 15 m, selten bis 20 m und in Ausnahmefällen 30 m.